# 英霊にこたえる会

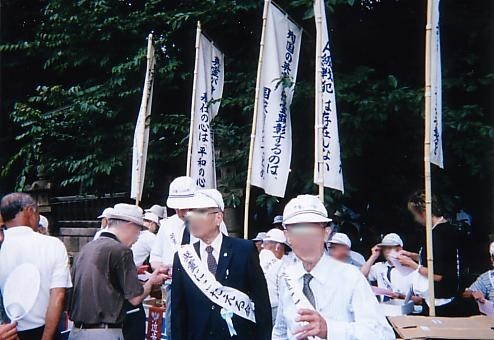
英霊にこたえる会会員
（2001年8月15日）

英霊にこたえる会（えいれいにこたえるかい）は、1976年（昭和51年）に設立された日本の任意団体。会長は寺島泰三。
靖国神社の遊就館に中央本部事務局、都道府県全てに地方本部を置き、公称会員数は120万人。靖国神社の祭神に戦友や家族を持つ旧軍の将兵・遺族をはじめ、靖国神社が国に殉じた人々（英霊）への慰霊・顕彰の中心施設であるべきと考える人々によって構成されている。
靖国神社国家護持貫徹国民協議会が前身。

## 結成の経緯
「英霊に対する国・国民のあるべき姿勢を確立するための国民運動を展開する」として、1976年6月22日、石田和外が会長となって有志により結成された。
この代替として藤尾正行衆議院内閣委員長は「表敬法」の私案を提示し、自民党内で検討が行われた。

## 活動・主張
首相は靖国神社に公式参拝すべきであると主張しており、長く公式参拝実現運動の母体となってきた。近年では、首相になった小泉純一郎に公約通りの8月15日の参拝を求めた。
中島三千男の指摘によれば、前身である靖国神社国家護持貫徹国民協議会が求めていた国家護持の法制化の早期達成は困難であるという認識の下、英霊にこたえる会はまず天皇や首相の公式参拝を実現してから段階的に国家護持を達成するという戦略に切り替えた。

## 主な役員
「英霊にこたえる会」オフィシャルページによる
- 名誉会長 - 寺島泰三（日本郷友連盟会長・元統幕議長）
- 会長 - 古庄幸一（靖國神社崇敬者総代、元海上幕僚長）
- 副会長
  - 國松善次（元滋賀県知事）
  - 櫻井よしこ（国家基本問題研究所理事長）
  - 大原康男（國學院大學名誉教授）
  - 國政隆昭（日本遺族会副会長）
  - 岩田清文（元陸上幕僚長）

- 特別顧問 - 水落敏栄（日本遺族会会長）
- 顧問 - 関口慶一（佛所護念会教団会長）
- 名誉顧問
  - 藤田幸生（（公財）特攻隊戦没者慰霊顕彰会会長）
  - 市來健之助（元日本遺族会副会長）

- 参与 - 千玄室（裏千家前家元）

- 運営委員長 - 渡邊一弘（元陸自北部方面施設隊長兼南恵庭駐屯地司令）
- 運営副委員長
  - 百地章（日本大学名誉教授）
  - 徳丸伸一（水交会事務局長）
  - 日高政広（陸修偕行社常務理事）

- 監事
  - 阿部軍喜（隊友会）
  - 越智通隆（日本郷友連盟）

## 参加団体
「英霊にこたえる会」オフィシャルページによる
- 日本遺族会
- 日本郷友連盟
- 陸修偕行社
- 水交会
- 隊友会
- 神社本庁
- 佛所護念会教団
- 国柱会
- 三五教
- 神道青年全国協議会
- 中央乃木會
- 日本青年協議会
- JYMA日本青年遺骨収集団
- 特攻隊戦没者慰霊顕彰会
- 全国ソロモン会
- 大東亜戦争全戦没者慰霊団体協議会
- 日本の心歌い継ぐ会